# 소적 (양나라)
소적(蕭績, 505년 ~ 529년 7월 30일)은 중국 남북조 시대 양나라의 황족이다. 자는 세근(世謹)이고 소자(小字)는 사과(四果)이다. 양 무제와 숙의(淑儀) 동씨(董氏) 사이에서 태어난 넷째 아들이다. 시호는 남강간왕(南康簡王)이다.

## 생애
508년에 무제로부터 남강군왕(南康郡王)에 봉해졌고 경거장군(輕車將軍)에 임명되었다. 이후 거듭 승진하여 남서주자사(南徐州刺史)로 임명되었고, 다시 남연주자사(南兗州刺史)로 임명되었는데, 치적으로 명성을 쌓았다. 장난을 좋아하는 것이 적었고, 욕심이 없어 집안에 복첩(僕妾)을 두지 않고 항상 검약을 몸소 실천했다. 이후에 안우장군(安右將軍)에 임명되었다. 529년에 병사했다.

## 가족

### 자녀

#### 아들
1. 소회리(蕭會理)
2. 소통리(蕭通理)
3. 소예리(蕭乂理)

#### 딸
1. 안고공주(安固公主)